# Pizzo Mondello
Il pizzo Mondello è un monte facente parte della catena montuosa dei Sicani, nel territorio di Bivona, comune italiano della provincia di Agrigento in Sicilia. Costituisce un geosito rappresentante il passaggio fra il piano Carnico e il piano Norico, intervalli geologici del periodo Triassico, la più antica sezione del Mesozoico.
La commissione internazionale di stratigrafia ha scelto questa sezione, rappresentata dal passaggio tra i suddetti due piani e unica al mondo, indicandola con l'acronimo GSSP (Global Stratigraphic Section and Point).
Nel 2007 un gruppo di studiosi delle università italiane di Palermo, Milano, Padova e Perugia ha candidato la sezione di Pizzo Mondello a GSSP del Norico.